# Gi Group Poland
Gi Group Poland S.A. (dawniej Work Service S.A.) – polskie przedsiębiorstwo założone w 1999 roku. Zajmuje się doradztwem personalnym, rekrutacjami i outsourcingiem pracowniczym na rynku polskim oraz w Europie Środkowo-Wschodniej.

## Historia
Przedsiębiorstwo zostało założone w 1999 roku. Rok później spółka podpisało kontrakt z kontrahentem, którym był Praktiker Polska. W 2003 spółka uzyskała certyfikat agencji pracy tymczasowej oraz agencji doradztwa personalnego. W 2004 spółka przystąpiła do organizacji Pracodawcy RP i Business Centre Club, a w 2005 założyła i przystąpiła do Stowarzyszenia Agencji Zatrudnienia (SAZ), organizacji egzekwującej przestrzeganie dobrych praktyk w branży.
W kolejnych latach Work Service rozszerzyła obszar działalności o następne europejskie rynki, m.in.: niemiecki, słowacki, ukraiński, rumuński i rosyjski. Grupa rozbudowuje swoją ofertę o nowe usługi dokonując zakupu kolejnych spółek, m.in.: Exact Systems (2007) – outsourcing kontroli jakości, Proservice (2008) – outsourcingu funkcji logistycznych oraz usług merchandisingu i promocji, SellPro (2009) – outsourcing usług merchandisingu i promocji, Żak (2010) – outsourcing personelu medycznego oraz usługi porządkowo-czystościowe.
W roku 2011 Work Service złożyła prospekt emisyjny do Komisji Nadzoru Finansowego i czekała na jego zatwierdzenie, by móc kontynuować proces IPO oraz wprowadzić do obrotu giełdowego akcje spółki. Ostatecznie w kwietniu 2012 r. akcje serii L Work Service debiutowały na rynku podstawowym Giełdy Papierów Wartościowych w Warszawie. Work Service jest pierwszą spółką z sektora usług personalnych notowaną na GPW. W wyniku pozyskanych środków z emisji akcji, do Grupy Work Service dołącza spółka IT Kontrakt – firma specjalizująca się w leasingu informatyków i programistów.
W roku 2013 Work Service podpisała 5-letnią umowę inwestycyjną z Pine Bridge Investments, pozyskując 105 milionów złotych na realizację strategii rozwoju opartej na konsolidacji rynku HR. Dokonuje również akwizycji spółek: Antal International Sp. z o.o – lidera polskiego rynku rekrutacji specjalistów i menedżerów, Work Express – spółki specjalizującej się w transgranicznej wymianie pracowników do Belgii, Francji, Niemczech i Wielkiej Brytanii, Prohuman – węgierskiej agencji pośrednictwa pracy.
W 2014 r. Spółka podpisała umowę powołania spółki joint venture z Fiege Logistik Stiftung, niemieckim operatorem logistycznym.
Od 2020 roku właścicielem Gi Group Poland jest  Stefano Colli Lanzi, który tym samym jest założycielem Gi Group. Aktualny skład zarządu Gi Group Poland to Marcos Segador Arrebola - prezes zarządu, Antonio Carvelli - wiceprezes, Paolo Caramello - wiceprezes. W 2020 skonsolidowany wynik firmy wyniósł: przychody w wysokości 1 008 mln zł, zysk operacyjny w wysokości 11,4 mln zł oraz strata w wysokości -11,3 mln zł. Kapitał własny Work Service spadł do poziomu -6 mln zł.

## Akcjonariat i władze
W skład grupy kapitałowej wchodzą obecnie 54 spółki, zajmujące się różnymi usługami, m.in. dla sektora finansowego, medycznego, motoryzacyjnego czy IT.
Od kwietnia 2012 roku Work Service jest spółką notowaną na warszawskiej giełdzie, w ramach indeksu sWIG80. 
Dzięki pozyskaniu w sierpniu 2020 Gi Group jako inwestora strategicznego, spółka była w stanie ustabilizować swoją sytuację finansową. W lutym 2020 znajdowała się ona bowiem w krytycznej sytuacji finansowej, nie mając środków na regulowanie płatności związanych z prowadzeniem działalności czy obsługą zadłużenia, a także podatków, składek na ubezpieczenie społeczne. 15 marca 2021 w celu uzyskania pełnej kontroli nad spółką i wycofania jej z notowań na GPW Gi Group ogłosiła wezwanie do sprzedaży akcji znajdujących się w publicznym obrocie, oferując cenę na poziomie 1,45 zł za akcję. 

## Nagrody
- 2001 – „Lider Przedsiębiorczości Roku” (tytuł przyznany przez premiera Leszka Millera i Fundację Małych i Średnich Przedsiębiorstw)
- 2003 – „Przedsiębiorca Roku 2003” w kategorii Nowy Biznes[12] przyznany przez Ernst & Young
- 2003 – godło „Teraz Polska” w kategorii leasing pracowniczy przyznane przez Fundację Polskiego Godła Promocyjnego[13]
- 2004 – „Gazele Biznesu” przyznana przez Puls Biznesu[14]
- 2009 r. Awans na pozycję 326. w rankingu tygodnika Polityka ‘Lista 500’ i 410. miejsce w rankingu dziennika Rzeczpospolita „Top 500” największych przedsiębiorstw Europy Środkowo-Wschodniej.
- 2015 – nagroda „Byki i Niedźwiedzie” dla najlepszej spółki w sWIG80 od redakcji dziennika Parkiet[15] oraz 1. miejsce wśród spółek o największych perspektywach rozwoju w zestawieniu „Giełdowa Spółka Roku” przygotowanym przez Puls Biznesu[16]